# 2042年4月20日日食
2042年4月20日日食为一次在协调世界时2042年4月20日出現的一次日全食。該次日食食分為1.0614，食甚維持時間4分51秒。

## 概述
這次日食的食分是1.0614，全食維持4分51秒。
月球本影經過的國家和地區：

此次日全食過程中月影在地表移動的動畫

- 马来西亚：砂拉越州古晉、詩巫、民都魯、美里和沙巴州古達

## 基本參數
- 類型：日全食
- 食最大地點資料：
  - 日期：2042年4月20日
  - 時間：2時17分30秒
  - 地點：27N 137E
  - 食分：1.0614
  - 日全食持續時間：4分51秒

## 外部連結
- NASA未來日食資料（页面存档备份，存于）
- 可見區域圖和時間統計：由弗雷德·埃斯佩纳克做出的日食預報，NASA/GSFC
  - Google互動地圖呈現的日食範圍
  - 貝塞爾元素